# Australische Fußballnationalmannschaft (U-23-Männer)
Die australische U-23-Fußballnationalmannschaft ist eine Auswahlmannschaft australischer Fußballspieler. Sie untersteht dem australischen Fußballverband FFA und repräsentiert diesen international auf U-23-Ebene, etwa in Freundschaftsspielen gegen die Auswahlmannschaften anderer nationaler Verbände, bei U-23-Asienmeisterschaften oder dem Fußballturnier der Olympischen Sommerspiele. Bevor der australische Verband 2006 in die Asian Football Confederation (AFC) wechselte, gehörte er der Oceania Football Confederation (OFC) an.
Bisher konnte sich die Mannschaft fünfmal für das olympische Fußballturnier qualifizieren. 1992 erreichte sie bei ihrer ersten Teilnahme den vierten Platz. An der U-23-Asienmeisterschaft nahm Australien dreimal teil und schaffte es 2014 in das Viertelfinale.
Spielberechtigt sind Spieler, die ihr 23. Lebensjahr noch nicht vollendet haben und die australische Staatsangehörigkeit besitzen.

## Bilanzen
| Olympische Spiele - 1992: Vierter - 1996: Gruppenphase - 2000: Gruppenphase - 2004: Viertelfinale - 2008: Gruppenphase - 2012 bis 2016: Nicht qualifiziert | U-22-/23-Asienmeisterschaften - 2014: Viertelfinale - 2016: Gruppenphase - 2018: Gruppenphase - 2020: Qualifiziert |